# Редакција (ТВ серија)
Редакција (енгл. The Newsroom) америчка је телевизијска серија коју је створио Арон Соркин за HBO. Приказивана је од 24. јуна 2012. до 14. децембра 2014. године, а састоји се од три сезоне и 25 епизода.

## Радња
Прати живот водитеља вести, његове извршне продуценткиње, чланова редакције и њиховог власника. Сви заједно имају патриотски и трапаво романтични циљ да добро раде вести, упркос корпоративним и комерцијалним препрекама, али и њиховим међусобним личним проблемима.

## Улоге
| Глумац            | Улога           |
| ----------------- | --------------- |
| Џеф Данијелс      | Вил Макавој     |
| Емили Мортимер    | Макензи Макхејл |
| Џон Галагер Млађи | Џим Харпер      |
| Алисон Пил        | Меги Џордан     |
| Томас Садоски     | Дон Кифер       |
| Дев Пател         | Нил Сампат      |
| Оливија Ман       | Слоун Сабит     |
| Сем Вотерстон     | Чарли Скинер    |

## Епизоде
| Сезона | Сезона | Епизоде | Епизоде | Оригинално емитовање | Оригинално емитовање |
| Сезона | Сезона | Епизоде | Епизоде | Премијера            | Финале               |
| ------ | ------ | ------- | ------- | -------------------- | -------------------- |
|        | 1.     | 10      | 10      | 24. јун 2012.        | 26. август 2012.     |
|        | 2.     | 9       | 9       | 14. јул 2013.        | 15. септембар 2013.  |
|        | 3.     | 6       | 6       | 9. новембар 2014.    | 14. децембар 2014.   |